# E-Masters
e-masters ist eine in Hannover ansässige Elektro- und SHK-Gemeinschaft von bundesweit über 3600 mittelständischen Fachbetrieben der Gewerke Elektro und SHK. e-masters wurde 2012 gegründet und unterstützt seine Mitglieder in den Bereichen Marketing und Werbung, Weiterbildung sowie Organisation und Beschaffung. Es gibt bundesweit verschiedene ERFA-Gruppen, die den Wissens- und Erfahrungsaustausch der Mitgliedsbetriebe untereinander stärken sollen.

## Geschichte und Organisation
e-masters ist eine Tochtergesellschaft der MITEGRO GmbH & Co. KG, einer Großhandelskooperation von mittelständischen Elektro-Fachgroßhändlern in Deutschland und Österreich. Die Elektro-Fachbetriebe der Kooperation haben zusammen rund 25.200 Mitarbeiter und erwirtschafteten im Geschäftsjahr 2017/2018 einen Gesamtumsatz von etwa 2,87 Milliarden Euro. Damit ist e-masters eine der größten Kooperationen der Elektrobranche in Deutschland.
1981 wurde der Vertrauenskreis Elektro (VKE) von mehreren Elektro-Fachhändlern in Deutschland gegründet. 2010 schlossen sich der VKE und die ELTKAUF GmbH (1987 gegründet) zur VKE-ELTKAUF zusammen. 2012 wurde aus VKE-ELTKAUF e-masters.  2022 feierte e-masters sein 10-jähriges Markenjubiläum. Das Mitgliedermagazin IMPULSE behandelt zweimal jährlich Themen aus Wirtschaft und Forschung sowie Neuigkeiten aus der Gemeinschaft. Die Auflage beträgt 10.000 Exemplare.

## Initiativen und gesellschaftliches Engagement von e-masters seit 2012
INTELLIGENT MODERNISIEREN (seit 2013)
Das Ratgeber- und Informationsportal „INTELLIGENT MODERNISIEREN“ unterstützt seit 2013 Eigentümer und Mieter bei der Modernisierung ihrer elektrischen Systeme und der Implementierung von intelligenten Gebäudelösungen. An der Initiative sind fast alle großen Hersteller aus den beiden Bereichen Elektrotechnik und SHK beteiligt. Hierzu zählen unter anderem Busch-Jaeger, Gira, Ledvance, Rademacher und Stiebel Eltron.
Mach dir dein eigenes Bild! (seit 2019)
„Mach dir dein eigenes Bild!“ (kurz MDDB) ist eine Initiative von e-masters, die junge Menschen für eine Ausbildung im Elektro- und SHK-Handwerk begeistern will. Sie wurde 2019 ins Leben gerufen. Es gibt ein eigenes Internetportal. Dort werden verschiedene Berufsbilder aus den Bereichen Elektrotechnik und SHK näher vorgestellt. Zusätzlich finden Webseitenbesucher Interviews mit Auszubildenden. Gleiches gilt für e-masters Mitgliedsbetriebe, die ausbilden.
Klimapate bei Mittelstand&Moor (seit 2023)
e-masters ist seit 2023 Klimapate für das Klimaschutzprojekt „Mittelstand&Moor“. Das von der Sinnstifter Mittelstand für Mensch und Natur in Zusammenarbeit mit der Stiftung Naturlandschaften Brandenburg – Die Wildnisstiftung initiierte Projekt hat sich zum Ziel gesetzt, die Wildnis- und Moorentwicklung zu fördern. Es handelt sich hierbei um eine langfristige Patenschaft, die von Mitgliedern des Mittelstandsverbunds übernommen wird. Auf rund 200 ha soll in Brandenburg eine Wiedervernässung der Moorlandschaft entstehen.

## Auszeichnungen
e-masters wurde 2022 und 2023 mit dem TOP SERVICE Deutschland Preis in der Kategorie Exzellenzgruppe ausgezeichnet. 2024 erhielt e-masters die dritte TOP SERVICE Deutschland Auszeichnung in Folge. Die Gemeinschaft erzielte ein noch besseres Ergebnis, als in den Jahren zuvor. Dadurch gehört e-masters erstmals zu den Top-10 der B2B-Gewinner bei TOP SERVICE Deutschland.